# Reinhard Rychlik

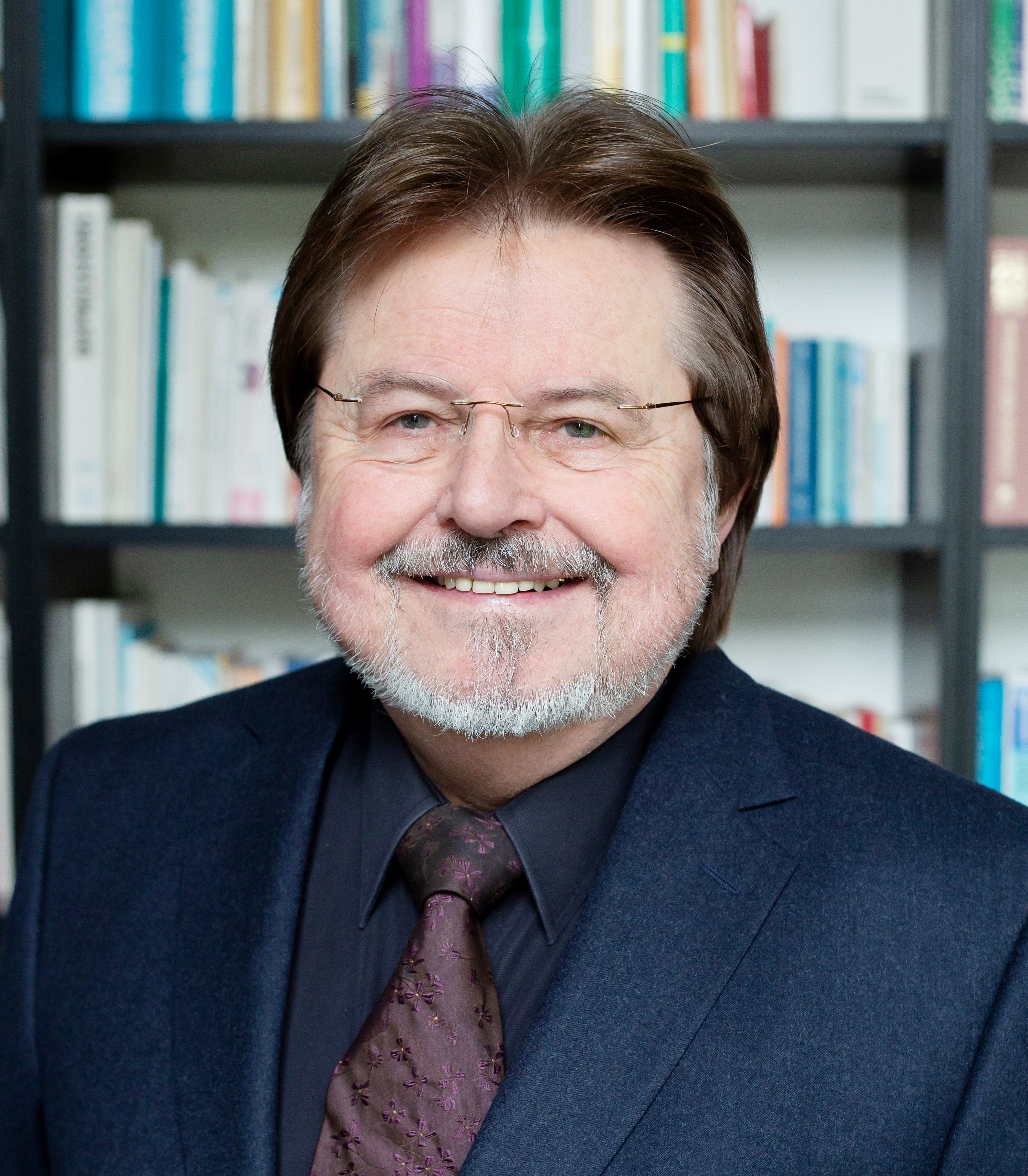
Reinhard Rychlik

Reinhard Paul Theodor Rychlik (* 27. Januar 1952 in Neubrandenburg) ist Mediziner und Gesundheitsökonom.

## Leben und Ausbildung
Reinhard Rychlik wurde am 27. Januar 1952 in Neubrandenburg geboren. Nach der Flucht aus der DDR besuchte er das Gymnasium Waldstraße in Hattingen, das er 1971 mit dem Abitur abschloss.
Während des Wehrdienstes wurde Reinhard Rychlik zum Sanitäter und Krankenpfleger ausgebildet. Danach studierte er Humanmedizin in Aachen, Bochum und Essen von 1976 bis 1981 sowie Sozial- und Wirtschaftswissenschaften an der Ruhr-Universität Bochum von 1970 bis 1973. Ein Psychologiestudium wurde nach 6 Semestern nicht fortgeführt.
Von 1981 bis 1983 befand sich Reinhard Rychlik in der Facharztausbildung zum Arzt für Neurologie und Psychiatrie.
1980 wurde er von der Ruhr-Universität Bochum zum Dr. rer. soc. promoviert,
1983 zum Dr. med.

## Beruflicher Werdegang
1983 wechselte er in die Pharmazeutische Industrie, und war zuletzt Leiter der medizinischen Forschung von Schwarz Pharma weltweit.
1992 gründete er das Institut für Empirische Gesundheitsökonomie und die Unternehmensberatung Research and Public Relations. Im Jahr 2000 wurde er zum Professor für Gesundheitsökonomie an der 1. Medizinischen Fakultät der Karls-Universität in Prag berufen, nachdem er den Studiengang Gesundheitsökonomie während der EU-Anwartschaft Tschechiens aufgebaut hatte.
Zuvor war er Lehrbeauftragter der Heinrich-Heine Universität Düsseldorf, sowie zwei Jahre der TU Dresden.
Im Jahr 2000 wurde Reinhard Rychlik zum Adjunct Professor of Pharmacoeconomics an der School of Pharmacy der Temple University in Philadelphia (USA) berufen. Anschließend wurde er 2002 von der Ruhr-Universität Bochum zum Honorarprofessor ernannt und vertrat das Fach Gesundheitsökonomie an der Medizinischen Fakultät der Ruhr-Universität Bochum.
1995 hatte er die Zeitschrift Gesundheitsökonomie und Qualitätsmanagement beim Thieme Verlag gegründet. 2008 gründete er die Deutsche Gesellschaft für Gesundheitsökonomie.
Seit 1995 ist Reinhard Rychlik Gutachter der Europäischen Union für Public Health und Gesundheitsökonomie. Weiterhin ist er unparteiischer Beisitzer im Landesschiedsamt der Kassenärztlichen Versorgung Westfalen-Lippe und Mitglied des wissenschaftlichen Beirats der DAK.
Reinhard Rychlik hat über 10 Jahre den Gesundheitsausschuss des Deutschen Bundestags und das Bundesministerium für Gesundheit beraten, insbesondere für Arzneimittel und Medizintechnik. So war er maßgeblich am Arzneimittelmarktneuordnungsgesetz (AMNOG) beteiligt.

## Mitgliedschaften
- Akademie für interdisziplinäres Infektionsmanagement
- Deutsche Gesellschaft für Innere Medizin
- Deutsche Gesellschaft für Kardiologie
- Deutsche Gesellschaft für Prävention und Sozialmedizin
- New York Academy of Sciences
- DG PharMed
- International Society for Pharmacoeconomics and Outcome Research
- Deutsche Gesellschaft für Gesundheitsökonomie[9]
- Mitglied des wissenschaftlichen Beirats der DAK[8]

## Veröffentlichungen (Auswahl)
- Strategies in Pharmacoeconomics and Outcomes Research
- Gesundheitsökonomie und Krankenhausmanagement, Grundlagen und Praxis
- Basics of Drug Safety
- Gesundheitsökonomie – Grundlagen und Praxis
- Ärzte in der DDR
- Freizeitbewußtsein und Gemeindestruktur
- Kosten der adjuvanten Chemotherapie bei Brustkrebs
- Zur Versorgungslage von Patienten mit spastischer Bewegungsstörung in Deutschland[10]
- Hospitalization rates and resource utilization of schizophrenic patients switched from oral antipsychotics to aripiprazol-depot in Germany[11]
- Continuous passive motion – Zweck, Nutzen und Stellung im Kontext des deutschen Versorgungssystems
- A global approach to assess the economic benefits of increased consumption of sugar-free chewing-gum[12]
- Medizinische Versorgung und Kosten im letzten Lebensjahr[13]
- Quality of life and costs of spasticity treatment in German stroke patients[14]
- Long-term efficacy and safety of incobotulinumtoxin A and conventional treatment of poststroke arm spasticity: a prospective, non-interventional, open-label, parallel-group study[15]
- Vorhofflimmern in Deutschland – eine prospektive Krankheitskostenstudie[16]
- Cost-effectiveness of treating vascular leg ulcers with UrgoStart and UrgoCell Contact[17]
- Reduktion?! – Wie die Corona-Pandemie das deutsche Gesundheitswesen prägt[18]